# Cabinet Eichel I
Land de Hesse
Wallmann Eichel II
Le cabinet Eichel I (en allemand : Kabinett Eichel I) est le gouvernement du Land de Hesse entre le 5 avril 1991 et le 5 avril 1995, durant la treizième législature du Landtag.

## Majorité et historique
Dirigé par le nouveau ministre-président social-démocrate Hans Eichel, précédemment bourgmestre de Cassel, ce gouvernement est constitué et soutenu par une « coalition rouge-verte » entre le Parti social-démocrate d'Allemagne (SPD) et l'Alliance 90 / Les Verts (Grünen). Ensemble, ils disposent de 56 députés sur 110, soit 50,9 % des sièges au Landtag.
Il est formé à la suite des élections régionales du 20 janvier 1991 et succède au cabinet du chrétien-démocrate Walter Wallmann, constitué et soutenu par une « coalition noire-jaune » entre l'Union chrétienne-démocrate d'Allemagne (CDU) et le Parti libéral-démocrate (FDP). À l'occasion du scrutin, la courte majorité de Wallmann passe à gauche, permettant l'investiture d'Eichel à la tête de la seconde coalition avec les écologistes en Hesse, la quatrième seulement de ce genre en Allemagne.
Lors des élections régionales du 19 février 1995, la CDU passe devant le SPD, mais la progression des Grünen et la stagnation du FDP renforce d'un siège la majorité au pouvoir, ce qui permet la formation du cabinet Eichel II.

## Composition

### Initiale (5 avril 1991)
| Portefeuille | Titulaire | Titulaire                                                 | Parti  |
| --- | --------- | --------------------------------------------------------- | ------ |
| Ministre-président |           | Hans Eichel                                               | SPD    |
| Vice-ministre-président Ministre de l'Environnement, de l'Énergie et des Affaires fédérales                                                                    |           | Joschka Fischer (jusqu'au 6/10/1994) Rupert von Plottnitz | Grünen |
| Ministre de l'Intérieur et des Affaires européennes Ministre de l'Intérieur (01/02/1994)                                                                       |           | Herbert Günther (jusqu'au 12/07/1994)                     | SPD    |
| Ministre des Finances |           | Karl Starzacher (jusqu'au 26/01/1994) Ernst Welteke       | SPD    |
| Ministre de la Justice |           | Christine Hohmann-Dennhardt                               | SPD    |
| Ministre de l'Économie, des Transports et de la Technologie Ministre de l'Économie, des Transports, de la Technologie et des Affaires européennes (01/02/1994) |           | Ernst Welteke (jusqu'au 26/01/1994) Lothar Klemm          | SPD    |
| Ministre des Femmes, du Travail et de l'Ordre social |           | Heide Pfarr (jusqu'au 15/06/1993) Ilse Stiewitt           | SPD    |
| Ministre de la Jeunesse, de la Famille et de la Santé |           | Iris Blaul                                                | Grünen |
| Ministre de l'Éducation |           | Hartmut Holzapfel                                         | SPD    |
| Ministre de la Science et de la Culture |           | Evelies Mayer                                             | SPD    |
| Ministre du Développement régional, du Logement, de l'Agriculture, des Forêts et de la Protection de la Nature                                                 |           | Jörg Jordan                                               | SPD    |